# Feldherrnhalle

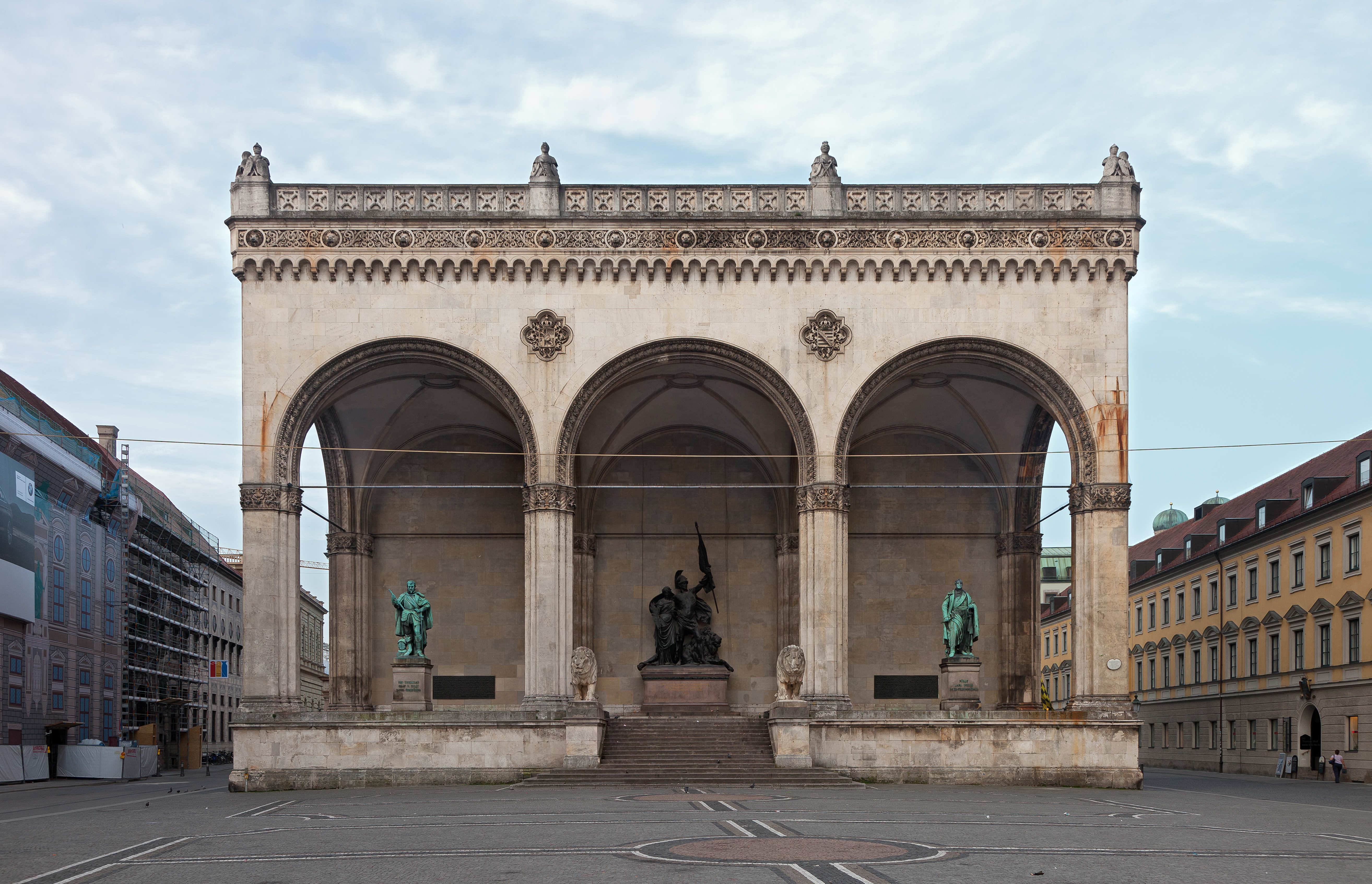
O Feldherrnhalle na Odeonsplatz

O Feldherrnhalle ("Salão dos Marechais de Campo") é uma loggia monumental na Odeonsplatz em Munique, Alemanha. Modelado após a Loggia dei Lanzi em Florença, foi encomendado em 1841 pelo rei Ludwig I da Baviera para homenagear a tradição do Exército da Baviera.
Em 1923, foi o local da breve batalha que encerrou o Putsch da Cervejaria de Hitler. Durante a era nazista, serviu como um monumento comemorativo das mortes dos 15 nazistas e de um espectador morto durante a revolta.